# Модель исправления ошибок
Модель исправления (коррекции) ошибок (англ. ECM, Error Correction Model) — модель временных рядов, в которой краткосрочная динамика корректируется в зависимости от отклонения от долгосрочной зависимости между переменными. В виде ECM формально можно представить любую модель авторегрессии и распределенного лага (ADL). Однако особо важный смысл это представление имеет для интегрированных временных рядов и тесно связано с понятием коинтеграции. Механизм коррекции ошибок обеспечивает выполнение долгосрочной зависимости между переменными.

## Математическая модель
Пусть {\displaystyle y_{t},x_{t}\sim I(1)}, то есть интегрированные ряды первого порядка. Модель исправления ошибок имеет следующий вид:
{\displaystyle \vartriangle y_{t}=\sum _{i=1}^{p}\alpha _{i}\vartriangle y_{t-i}+\sum _{i=0}^{q}\beta _{i}\vartriangle x_{t-i}-\gamma (y_{t-1}-\alpha _{L}-\beta _{L}x_{t-1})+\varepsilon _{t}}
где {\displaystyle \varepsilon _{t}} — стационарный процесс (например, белый шум).
Поскольку по предположению первые разности временных рядов стационарны, то выражение в скобках тоже должно быть стационарным процессом, следовательно, существует долгосрочная зависимость между временными рядами
{\displaystyle y_{t}^{*}=\alpha _{L}+\beta _{L}x_{t}^{*}+u_{t}},
где {\displaystyle u_{t}} — стационарный процесс.
То есть временные ряды коинтегрированы. Таким образом, модель отражает краткосрочную зависимость между изменениями переменных и коррекцию динамики этих рядов в зависимости от величины отклонения (ошибки) от долгосрочной зависимости.
Простейший вариант такой модели, когда {\displaystyle p=q=0}
{\displaystyle \vartriangle y_{t}=\beta _{0}\vartriangle x_{t}-\gamma (y_{t-1}-\alpha _{L}-\beta _{L}x_{t-1})+\varepsilon _{t}}
В этой модели краткосрочно в среднем изменения зависимой переменной пропорциональны изменению фактора (с учётом стационарной случайной компоненты конечно). Однако, если такая динамика приведет к отклонению от долгосрочной зависимости, то пропорционально этому отклонению корректируется и изменение зависимой переменной. Этот механизм исправления ошибок и гарантирует выполнение долгосрочной зависимости.